# Angelo Palombo
Angelo Palombo (né le 25 septembre 1981 à Ferentino, dans la province de Frosinone, dans le Latium) est un ancien footballeur international italien. Il jouait au poste de milieu défensif.

## Biographie

### ACF Fiorentina
Formé à l'ACF Fiorentina, Angelo Palombo fait ses débuts en série A lors de la saison 2001-2002. À l'été 2002 le club toscan dépose le bilan et il se retrouve donc sans club.

### Sampdoria
Il rebondit finalement à la Sampdoria de Gênes qui évolue à ce moment-là en Serie B. Dès sa première saison il devient titulaire aux côtés de l'expérimenté Sergio Volpi. Ces deux joueurs occuperont les postes de milieu défensif de la Sampdoria pendant 6 ans.
En 2003 le club génois remonte en Serie A et Angelo Palombo s'impose comme un des meilleurs à son poste en Italie, ce qui lui permet à partir de l'année 2006 d'être appelé en équipe d'Italie. Il devient capitaine de la Sampdoria pour la saison 2008-2009 à la suite du départ de Sergio Volpi. Fonction qu'il occupe toujours aujourd'hui.
En février 2011, il prolonge son contrat avec la Sampdoria jusqu'en 2015.
Fin janvier 2012, il est prêté pour 1,5 M€ à l'Inter Milan.
À la fin de la saison 2016-2017, il décide de prendre sa retraite de footballeur mais il reste dans le club de son cœur en intégrant le staff de l'entraîneur Marco Giampaolo.

### Équipe d'Italie
Angelo Palombo fait ses débuts en équipe nationale en août 2006 à l'occasion d'un match amical contre la Croatie. C'est Roberto Donadoni, nouvellement nommé sélectionneur, qui lui donne cette chance. Sous sa direction Palombo va connaitre en tout quatre sélections en un peu moins de deux ans et toutes lors de matchs amicaux.
En juillet 2008 Marcello Lippi devient à nouveau sélectionneur de l'équipe d'Italie et Angelo Palombo en profite pour s'immiscer régulièrement dans le groupe. Il participe à cinq des dix matchs qualificatifs pour la coupe du monde 2010 et est retenu pour la Coupe des confédérations 2009. L'Italie y est cependant éliminée dès le premier tour. En juin 2010 Angelo Palombo est donc du voyage en Afrique du Sud pour la coupe du monde. Cette compétition s'avère être une déception individuelle (zéro match joué) et collective (élimination dès le premier tour).

## Statistiques en championnat
| Année     | Equipe         | Championnat | Matchs | Buts |
| --------- | -------------- | ----------- | ------ | ---- |
| 2001-2002 | ACF Fiorentina | Serie A     | 10     | 0    |
| 2002-2003 | Sampdoria      | Serie B     | 32     | 1    |
| 2003-2004 | Sampdoria      | Serie A     | 31     | 0    |
| 2004-2005 | Sampdoria      | Serie A     | 37     | 0    |
| 2005-2006 | Sampdoria      | Serie A     | 31     | 1    |
| 2006-2007 | Sampdoria      | Serie A     | 36     | 2    |
| 2007-2008 | Sampdoria      | Serie A     | 33     | 1    |
| 2008-2009 | Sampdoria      | Serie A     | 25     | 2    |
| 2009-2010 | Sampdoria      | Serie A     | 36     | 2    |
| 2010-2011 | Sampdoria      | Serie A     | 33     | 1    |
| 2011-2012 | Sampdoria      | Serie B     | -      | -    |

## Palmarès
- Médaille de bronze avec l'équipe d'Italie Espoirs aux Jeux olympiques d'Athènes 2004.
- Champion d'Europe Espoir avec l'Italie au Championnat d'Europe de football espoirs 2004.